# Fiumedinisi
Fiumedinisi là một đô thị ở tỉnh Messina trong vùng Sicilia của Italia, có vị trí cách khoảng 180 km về phía đông của Palermo và vào khoảng 25 km về phía tây nam của Messina. Tại thời điểm ngày 31 tháng 12 năm 2004, đô thị này có dân số 1.616 người và diện tích là 36 km².
Fiumedinisi giáp các đô thị: Alì, Alì Terme, Itala, Mandanici, Messina, Monforte San Giorgio, Nizza di Sicilia, Roccalumera, San Pier Niceto, Santa Lucia del Mela.